# Marcus Allbäck
Marcus Allbäck (wym. [ˈmarkɵs ˈal.ˈbɛk]; ur. 5 lipca 1973 w Göteborgu) – szwedzki piłkarz występujący na pozycji napastnika, reprezentant Szwecji, od 2008 roku gracz klubu Örgryte IS.
Allbäck rozpoczynał klubową karierę w zespole Örgryte z Göteborga, w którym zadebiutował w Allsvenskan. W 139 meczach dla tego klubu zdobył 52 bramki. W 1997 wyjechał z ojczyzny, aby grać w zespołach w Danii oraz w drużynie beniaminka Serie A AS Bari. Jego zagraniczne występy nie okazały się jednak tak owocne i w 1999 Allbäck powrócił do macierzystego klubu, w którym ponownie stał się gwiazdą zdobywając 34 gole w 64 meczach. Skuteczności nie stracił również w ekipie wicemistrza Holandii Sc Heerenveen. W 2002 próbował kontynuować karierę na Wyspach Brytyjskich, jednak w Premiership zdołał zdobyć jedynie 6 bramek w 35 meczach w barwach Aston Villi, skąd odszedł w 2004 do Bundesligi. W sezonie 2004/2005 nie zapobiegł spadkowi Hansy Rostock i ostatecznie podpisał kontrakt z FC København, z którym zdobył wicemistrzostwo Danii w 2005 i mistrzostwo w 2006 oraz dwukrotnie wygrywał rozgrywki Royal League. W 2008 roku powrócił do swojej pierwszej drużyny – Örgryte IS.

## Kariera reprezentacyjna
W reprezentacji Szwecji Allbäck zadebiutował 27 listopada 1999 w towarzyskim meczu przeciwko Afryce Południowej. Znajdywał miejsce w składzie drużyny narodowej na wielkich turniejach początku XXI wieku, występował na Mistrzostwach Europy 2000 i 2004 oraz na Mistrzostwach Świata 2002, jednak na żadnych ani on, ani jego reprezentacja nie odgrywali czołowej roli. W 2006 został powołany na Mistrzostwa Świata w Niemczech, na których zdobył bramkę w zremisowanym 2:2 ostatnim meczu grupowym Szwecji z Anglią, ta bramka była golem nr 2000 w historii Mistrzostw Świata w piłce nożnej. Jego drużyna awansowała z drugiego miejsca w grupie B. Do tej pory Allbäck rozegrał dla kadry narodowej 74 mecze i zdobył 30 bramek.